# Adriano Teso
Adriano Teso (Bergamo, 1º ottobre 1945) è un ex politico e imprenditore italiano.

## Biografia
Dopo una breve esperienza nelle aziende di famiglia e una formazione in scuole di management, nel 1970 ha partecipato alla fondazione della IVM, azienda produttrice di vernici per legno, elastomeri per pelli sintetiche e resine, e ne diviene presidente.
Ha diretto importanti centri studi di politica economica e sociale di area liberale (Fondazione Liberal, Istituto Bruno Leoni, Libertates, Centro Studi Liberali), svolgendo anche attività nelle Associazioni di categoria quali Confindustria, Federchimica e Assolombarda. Ha ricoperto inoltre, fin da giovane, importanti cariche in tali associazioni, come Consigliere incaricato per la Media Industria, Vice Presidente e Presidente del Centro Studi, oltre ad essere membro del Consiglio Direttivo della Camera di commercio italo-cinese.
Con altri imprenditori, nel 1984 diventa editore del mensile Pagina diretto da Ernesto Galli della Loggia insieme a Giampiero Mughini, Paolo Mieli, Riccardo Chiaberge e Massimo Fini. Ha partecipato inoltre allo sviluppo di attività imprenditoriali nel settore navale e chimico in molteplici aziende, tra le quali,  ad esempio Arminter SAM e Novaresine.

Logo del Polo Liberal Democratico.

Nel 1993 è candidato sindaco a Milano per il raggruppamento liberale-repubblicano-Segni-riformatori. Nel 1994 fonda il Polo Liberal Democratico, col quale viene eletto in Parlamento per la XII Legislatura (15 aprile 1994 / 8 maggio 1996) , confluendo poi in Forza Italia, della quale diviene anche responsabile per lo Sviluppo Economico. Nei 9 mesi del 1º Governo Berlusconi è stato sottosegretario di Stato per il Lavoro e la Previdenza Sociale. 
Ha partecipato anche allo sviluppo e alla direzione della Fondazione Liberal, è stato tra i fondatori dell'Istituto Bruno Leoni e presidente del Centro di studi liberali. Ha collaborato alla fondazione del PDL-Popolo della Libertà ed è membro del consiglio direttivo di Libertates (Charles Bukowski).
Nel 2019 ha pubblicato il libro ABC dell'Economia e della Finanza, edito da Mondadori, nel 2020 ABC della Politica e del Voto , completando poi la Trilogia nel 2021 con ABC Per Vivere Bene. Da circa 30 anni  Cavaliere  del Sacro Militare Ordine Costantiniano di San Giorgio.